# Uhrenport
Der Uhrenport des Amiga 1200 war ursprünglich dafür vorgesehen, eine Real-Time-Clock aufzunehmen, die batteriebetrieben ist und auch bei ausgeschaltetem Rechner weiterläuft.
Da jedoch diese Funktion auf allen Prozessorkarten des Amiga 1200 bereits eingebaut war, wurde dies nur selten realisiert. Mangels interner Steckplätze in den Tastatur-Gehäusen des Amiga 1200 wurde diese Schnittstelle von Entwicklern für spezielle Serial-Karten, USB-Karten und Soundkarten verwendet.
Später baute man „Uhrenports“ auf interne Karten für den Amiga 600, 2000, 3000 und 4000. Somit konnten diese Erweiterungen genutzt werden, ohne weitere zusätzliche interne Steckplätze zu belegen.